# Климок, Людмила
Людмила Климок (рум. Ludmila Climoc) (род. 11 апреля 1975, Кишинёв, Молдавия) — молдавский предприниматель, генеральный директор телекоммуникационного оператора — Orange. Сменила на этом посту Бруно Дютуа, который перешёл руководить в Orange Armenia, который незадолго до этого назначения, получил лицензию на оказание услуг мобильной связи в Армении.

## Биография
Окончила Технический Университет Молдовы в 1997 году.
Рост по карьерной лестнице происходил следующим образом:
- 1998 год — продавец-консультант в коммерческом департаменте Voxtel (сейчас Orange).
- 1999—2002 гг. — менеджер магазина Voxtel
- 2002—2005 гг. — менеджер проектов по продажам, руководитель отдела по поддержке продаж
- 2005 до 10 ноября 2008 года — директором по продажам Orange.
- 11 ноября 2008 года по настоящий момент — генеральный директор Orange Moldova.(3 Mai 2016 - Director General al Orange Moldova devine Julien Ducarroz)

## Семья
Замужем, имеет одного сына (2003 года рождения).

## Интересные факты
Один из руководителей процесса ребрендинга оператора завершившегося 25 апреля 2007 года. Является первым генеральным директором оператора в качестве представителя Молдавии. До Людмилы эту должность занимали исключительно французы.